# Kinas Danxia
Kinas Danxia (中国丹霞; Zhōngguó Dānxiá) är det generella kinesiska namnet på den unika typen av landskap som bildats när röd sandsten formats till branta klint av vittring och erosion.
2010 listades nio platser i södra Kina med Kinas Danxia av Unesco som världsarv. De listade platserna finns i provinserna Guizhou, Fujian, Hunan, Guangdong, Jiangxi och Zhejiang.

## Lista över de världsarvslistade platserna
| Identitetsnummer | Namn och plats                                             | Koordinater                                     | Yta                             | Bild |
| ---------------- | ---------------------------------------------------------- | ----------------------------------------------- | ------------------------------- | ---- |
| 1335-001         | Chishui Västra sektionen (Väster om Chishuifloden) Guizhou | 28°22′11″N 105°47′39″Ö / 28.36972°N 105.79417°Ö | 10 142 ha Buffertzon: 0 ha      |      |
| 1335-002         | Chishui Östra sektionen (Öster om Chishuifloden) Guizhou   | 28°25′19″N 106°02′33″Ö / 28.42194°N 106.04250°Ö | 17 222 ha Buffertzon: 0 ha      |      |
| 1335-003         | Taining Norra sektionen Fujian                             | 27°00′37″N 117°13′07″Ö / 27.01028°N 117.21861°Ö | 5 277 ha Buffertzon: 0 ha       |      |
| 1335-004         | Taining Södra sektionen Fujian                             | 26°51′56″N 117°02′22″Ö / 26.86556°N 117.03944°Ö | 5 810 ha Buffertzon: 0 ha       |      |
| 1335-005         | Langberget Hunan                                           | 26°20′24″N 110°46′45″Ö / 26.34000°N 110.77917°Ö | 6 600 ha Buffertzon: 6 200 ha   |      |
| 1335-006         | Danxiashan Guangdong                                       | 24°57′55″N 113°42′12″Ö / 24.96528°N 113.70333°Ö | 16 800 ha Buffertzon: 12 400 ha |      |
| 1335-007         | Longhuberget Longhushan-sektionen Jiangxi                  | 28°04′15″N 116°59′05″Ö / 28.07083°N 116.98472°Ö | 16 950 ha Buffertzon: 0 ha      |      |
| 1335-008         | Longhuberget Guifeng-sektionen Jiangxi                     | 28°19′03″N 117°25′10″Ö / 28.31750°N 117.41944°Ö | 2 740 ha Buffertzon: 0 ha       |      |
| 1335-009         | Jianglangberget Zhejiang                                   | 28°22′11″N 105°47′39″Ö / 28.36972°N 105.79417°Ö | 610 ha Buffertzon: 571 ha       |      |